# Severoopavské nářečí
Severoopavské nářečí je zaniklé slezskomoravské nářečí, kterým se mluvilo západně, severozápadně a severně od Opavy. Ignát Hořica, který jej uvádí ve svých zápiscích ze Slezska, jmenuje Vávrovice, Neplachovice, Holasovice, Skrochovice a Loděnice v tehdejším rakouském Slezsku a Branici, Bobolusky a Vodku v pruském Slezsku. František Bartoš zkoumal toto nářečí v Hlavnici a Cholticích. Branické nářečí popsal podrobně Feliks Steuer (znal velmi dobře slezskomoravské nářečí, neboť jeho matka pocházela z Bavorova). Poslední stádium branického nářečí zachytil Český jazykový atlas.
Severoopavské nářečí je částí západní (opavské) slezskomoravské skupiny. Postupně zaniklo dílem vlivem germanizace, dílem vlivem sousedních opavských nářečí na východě. Lexikální, morfologické a syntaktické zvláštnosti zanikly, foneticky se ale tato opavská podskupina stále odlišuje (asibilace).